# Phlebia separata
Phlebia separata är en svampart som först beskrevs av H.S. Jacks. & Dearden, och fick sitt nu gällande namn av Erast Parmasto 1967. Phlebia separata ingår i släktet Phlebia och familjen Meruliaceae.   Inga underarter finns listade i Catalogue of Life.